# Mark Evans
Mark Whitmore Evans (n. Melbourne, Australia; 2 de marzo de 1956) es un bajista australiano.
En 1975 se unió al grupo de hard rock AC/DC y participó en los discos High Voltage, Dirty Deeds Done Dirt Cheap y Let There Be Rock, para luego ser expulsado de la banda. Los motivos de su salida siguen siendo controvertidos, aunque la hipótesis más aceptada es que fue producto de diferencias con Angus Young, uno de los hermanos fundadores de la agrupación.

## En AC/DC
Fue presentado a la banda por su amigo Steve McGrath, en el Station Hotel de Melbourne. Para ingresar al grupo cambió la guitarra por el bajo y aprendió en una noche todas las canciones de la versión original de "High Voltage". Su primera aparición con la banda fue en el programa de TV australiano Countdown, donde interpretaron el tema "Baby, please don't Go". Evans también protagonizó varios vídeos promocionales, incluidos los legendarios "It's a Long Way to the Top" y "Jailbreak". 
Tras la grabación de Let There Be Rock (1977), Mark experimentó diferencias personales con el guitarrista Angus Young, lo que sumado a cierta afición por la bebida en esa época provocaron su despido, siendo sustituido por Cliff Williams. El último concierto de Evans con la banda sería en Alemania, en 1977.

## Después de AC/DC
Una vez fuera de AC/DC, ingresa a Finch y Contraband.
Más tarde (1983) se unió en calidad de guitarrista a la banda Heaven, sustituyendo a Mick Cocks, pero el grupo se disolvió casi de inmediato. 
En 2003 no fue invitado a la inducción de AC/DC al Rock And Roll Hall Of Fame por las diferencias antedichas, que se acentuaron en la década de los 80s cuando Mark se trenzó en una batalla legal con la banda australiana.